# St Agnes (Cornwall)
Koordinaten: 50° 19′ N, 5° 12′ W

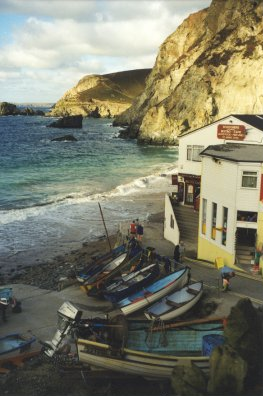
Trevaunance Cove

St Agnes (kornisch Breanek) ist ein englischer Ort an der Nordküste der Grafschaft Cornwall.

## Geschichte
In früheren Zeiten war die Gegend um St Agnes berühmt für den Zinn-Abbau. Heute finden sich noch viele Relikte aus diesen Zeiten, wie z. B. Ruinen der Maschinenhäuser.
In der nahegelegenen kleinen Bucht von Trevaunance (Trevaunance Cove) wurde im 18. Jahrhundert eine Anlandungsstelle für Schoner angelegt. Die Steinkohle und die Holzbalken, die in den Bergwerken gebraucht wurden, wurden vom Strand die Klippen hochgezogen. Umgekehrt wurde das geförderte Zinn in Eimern die Klippen hinabgelassen und von dort verschifft. Nachdem ein Sturm die Landungsstelle beschädigt hatte, kam sie in den 1920er Jahren außer Gebrauch.